# Tachinomyia nigricans
Tachinomyia nigricans là một loài ruồi trong họ Tachinidae.